# Shaun Murphy
Shaun Murphy (født 10. august 1982) er en professionel snooker-spiller fra England, som vandt VM i snooker 2005.
Han blev født i Harlow og voksede op i Irthlingborough og blev professionel i 1998. Hans finalesejr ved VM i snooker i 2005 betragtedes som en kæmpe overraskelse, da han blev den kun tredje kvalifikationsspiller nogensinde til at vinde titlen. Øvrige turneringssejre omfatter Malta Cup i 2007, UK Championship i 2008, Players Tour Championship finalen i 2011 og World Open i 2014, og han nåede ligeledes frem til VM-finalerne i 2009 og 2015, som han dog tabte. I 2015 vandt han invitationsturneringen The Masters, hvormed han kom med i den eksklusive klub af spillere, der har vundet snookerens Triple Crown. I 2017 vandt Murphy for første gang invitationsturneringen Champion of Champions, som udelukkende består af turneringsvindere fra det seneste år.
Murphy har i løbet af sin professionelle karriere vundet mere end £3 millioner i præmiepenge og lavet mere end 400 centuries. Hans hidtil højeste placering på verdensranglisten har været som nummer 3 i perioden 2008 til 2011.